# Burlington, Vermont

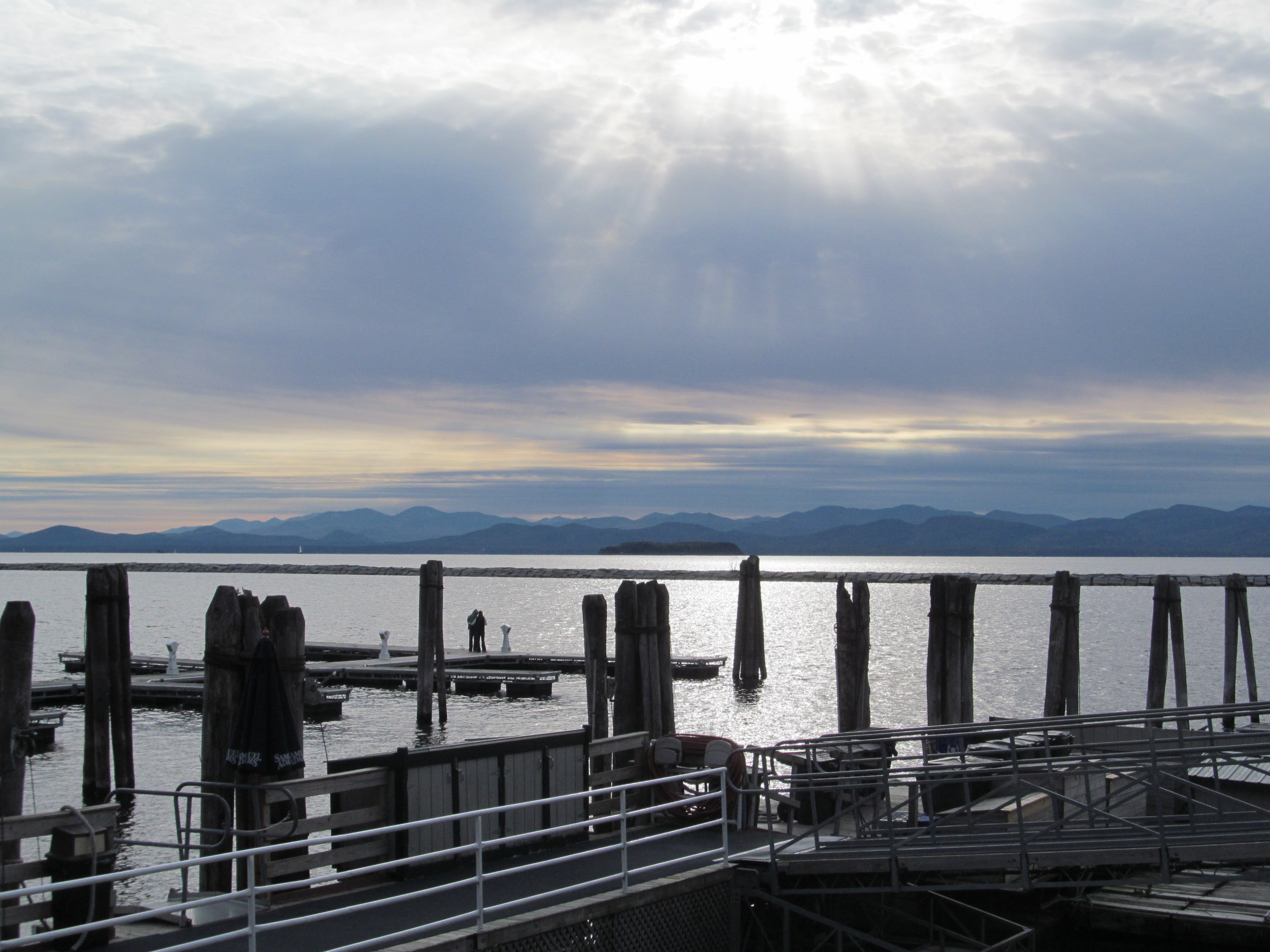

Burlington este orașul cel mai populat al statului Vermont al Statelor Unite ale Americii.

## Personalități născute aici
- Tana French (n. 1973), romancieră și actriță de teatru irlandeză;
- Field Cate (n. 1997), actor.

1. ↑  Geographic Names Information System, accesat în 15 iulie 2015
2. ↑   https://www.burlingtonvt.gov/Mayor, accesat în 28 aprilie 2024 Lipsește sau este vid: |title= (ajutor)
3. ↑  2010 U.S. Gazetteer Files, accesat în 9 iulie 2020
4. ↑   https://zipcode.org/city/VT/BURLINGTON Lipsește sau este vid: |title= (ajutor)